# Joseph Bodin de Boismortier
Joseph Bodin de Hilas Boismortier (ur. 23 grudnia 1689 w Thionville, zm. 28 października 1755 w Roissy-en-Brie) – francuski kompozytor epoki baroku.
Około 1700 roku przeprowadził się z rodzinnego Thionville do Metzu. W latach 1715–1722 przebywał w Perpignan. W 1724 roku osiadł w Paryżu, gdzie spędził resztę życia. Był jednym z najpłodniejszych kompozytorów I połowy XVIII wieku, jego opublikowana spuścizna liczy ponad 100 dzieł. Tworzył głównie muzykę kameralną, przeznaczoną na rozmaite instrumenty: skrzypce, altówkę, wiolonczelę, fagot, flet, musette, vielle. Jego ulubionym instrumentem był flet, który wykorzystywał w większości swoich utworów. Uważany jest za pierwszego francuskiego kompozytora, który skomponował koncert solowy (koncert na wiolonczelę lub fagot op. 26, 1729). Pisał również utwory sceniczne, kantaty, arie i muzykę sakralną.